# Meta von Salis
Barbara Margaretha "Meta" von Salis (3 de janeiro de 1855 – 15 de março de 1929) foi uma feminista e historiadora, e também uma correspondente regular de Friedrich Nietzsche.

## Início de vida e educação
Meta von Salis nasceu em 1855 no estado onde sua família morava, no Castelo Marschlins, em Igis (Grisões). Seus pais eram Ursula Margaretha e Ulysses Adalbert von Salis, este um naturalista. Ela estudou em escola para garotas em Friedrichshafen (Alemanha) entre 1863 e 1868, e depois em outra escola para garotas em Rorschach (Suiça) até 1871.
Depois de deixar a escola, ela trabalhou como governanta para várias famílias ricas na Alemanha, Inglaterra e Irlanda até ingressar na Universidade de Zurique para estudar história e filosofia. Ela recebeu o PhD em 1887 por sua tese sobre Inês da Aquitânia, tornando-se a primeira mulher suíça a receber um doutorado. Ela não estava interessada em completar o doutorado por motivos próprios mas ao invés disso pelo "interesse das mulheres na questão".

## Carreira
Depois da universidade, von Salis trabalhou como jornalista freelancer e atuante no movimento do sufrágio das mulheres na Suíça. Em 1887 ela escreveu um artigo publicado pelo Zurich Post sendo um dos primeiros em argumentar pelo sufrágio universal das mulheres suíças. Ela conheceu o filósofo e escritor Friedrich Nietzsche em Zurique em 1884. Apesar da desconsideração de Nietzsche pelas feministas e pelo movimento das mulheres, o encontro causou um forte impacto pelo resto da vida de von Salis, e eles formaram uma amizade duradoura.

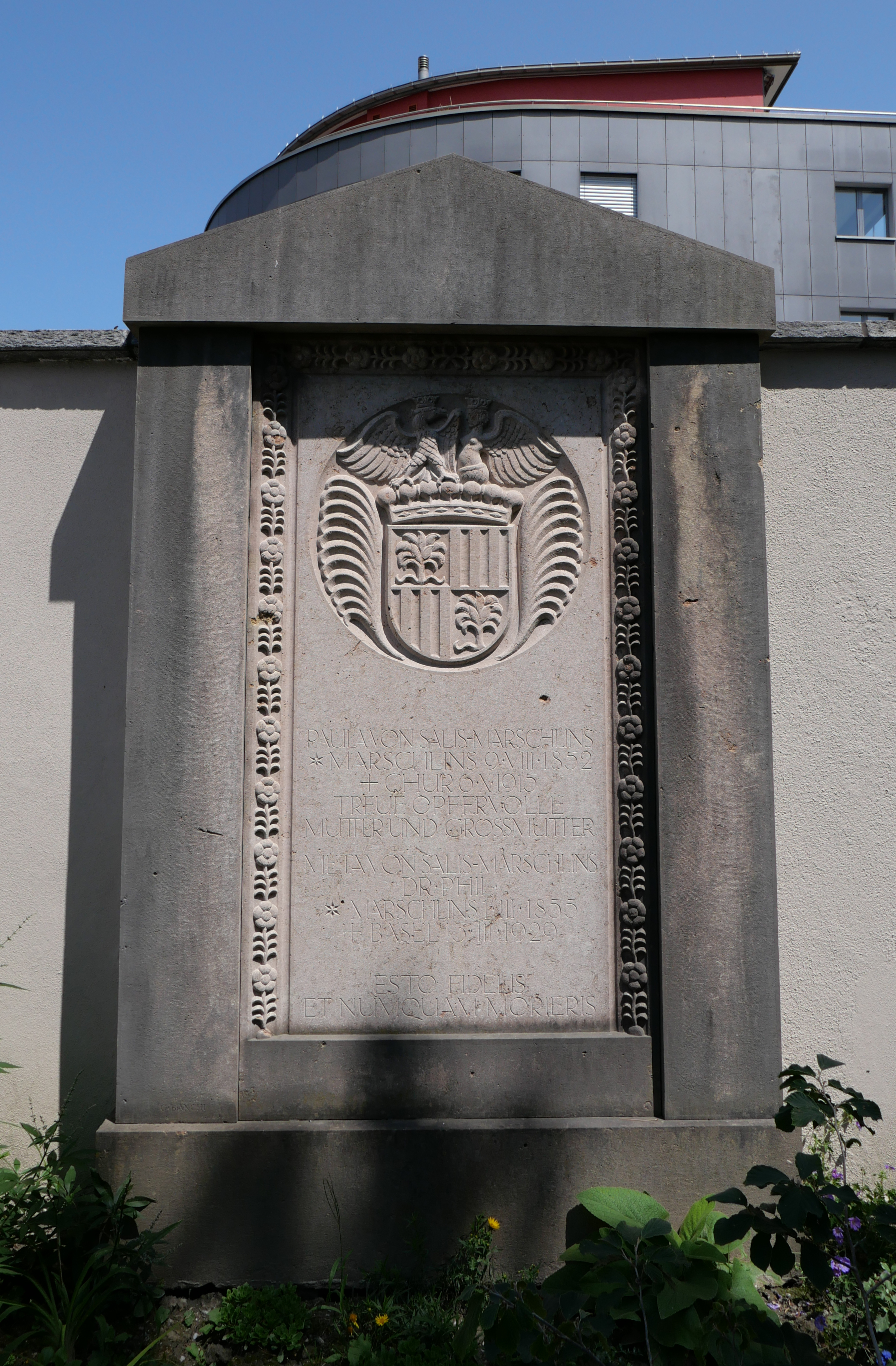
O túmulo de Meta von Salis e sua irmã Paula (1852-1915) no cemitério Daleu em Coira.

Depois deste encontro próximo com Nietzsche, von Salis passou várias semanas entre 1886 e 1887 na casa de verão dele em Sils Maria. Embora fossem amigos próximos, von Salis ficou espantada quando alguém sugeriu que eles deveriam se casar. Em 1894, ela ajudou a irmã de Nietzsche, Elisabeth em encontrar os arquivos de Nietzsche, mas ela parou com a ajuda após uma briga com Elisabeth. Apesar disso, foi von Salis que comprou a Villa Silberblick em Weimar, onde Nietzsche e sua irmã viveram até o final da vida dele antes de se tornar o local da coleção dos arquivos de Nietzsche.
Von Salis ficou brevemente presa em 1904 por desacato à corte após ela tentar defender duas mulheres em um caso de apropriação indébita. Desiludida com o processo democrático suíço, ela se mudou para a ilha italiana de Cápri com sua grande amiga Hedwig Kym. Depois do casamento de Kym com Ernst Feigenwinter, von Salis continuou vivendo com o casal na casa deles na Basileia de 1910 até sua morte em 1929.
No final de sua vida, ela deixou de focar no movimento feminista e ao invés disso passou a concentrar seus escritos sobre o nacionalismo alemão e teorias conservadoras sobre raça.